# Soil
A Soil (stilizálva: SOiL) nevű amerikai hard rock, nu metal, alternatív rock együttes 1997-ben alakult meg Chicagóban. Alapító tagjai korábban az Oppressor nevű technikás death metal együttesben játszottak.

## Tagok
- Adam Zadel - gitár, vokál (1997-)
- Tim King - basszusgitár, vokál (1997-)
- Ryan McCombs - ének (1997-2004, 2011-)
- Mitch Gable - dobok (2012-)

## Diszkográfia
- Throttle Junkies (1999)
- Scars (2001)
- Redefine (2004)
- True Self (2006)
- Picture Perfect (2009)
- Whole (2013)
- Scream: The Essentials (2017)